# Scyllaridae
Scyllaridae Latreille, 1825 è una famiglia di crostacei decapodi d'acqua salata. Caratterizzata dalla presenza del secondo paio di antenne a forma di pala, comprende 98 specie, 13 delle quali sono conosciute solo dai fossili.
Tutte le specie sono commestibili, e alcune, come quelle appartenenti alla famiglia Palinuridae e l'Ibacus peronii sono di importanza commerciale.

## Tassonomia
Il genere Scyllaridae comprende quattro sottofamiglie:
- Sottofamiglia Arctidinae Holthuis, 1985
  - Genere Arctides Holthuis, 1960
  - Genere Scyllarides Gill, 1898
- Sottofamiglia Ibacinae Holthuis, 1985
  - Genere Evibacus SI Smith, 1869
  - Genere Ibacus Leach, 1815
  - Genere Parribacus Dana, 1852
- Sottofamiglia Scyllarinae Latreille, 1825
  - Genere Acantharctus Holthuis, 2002
  - Genere Antarctus Holthuis, 2002
  - Genere Bathyarctus Holthuis, 2002
  - Genere Biarctus Holthuis, 2002
  - Genere Chelarctus Holthuis, 2002
  - Genere Crenarctus Holthuis, 2002
  - Genere Eduarctus Holthuis, 2002
  - Genere Galearctus Holthuis, 2002
  - Genere Gibbularctus Holthuis, 2002
  - Genere Petrarctus Holthuis, 2002
  - Genere Remiarctus Holthuis, 2002
  - Genere Scammarctus Holthuis, 2002
  - Genere Scyllarus JC Fabricius, 1775
  - Genere Antipodarctus Holthuis, 2002 accettato come Crenarctus Holthuis, 2002 (junior synonym)
  - Genere Arctus De Haan, 1849 [in De Haan, 1833-1850]  accettato come Scyllarus JC Fabricius, 1775 (junior synonym)
- Sottofamiglia Theninae Holthuis, 1985
  - Genere Thenus Leach, 1816